# Serrat de les Pales de Montsec
El Serrat de les Pales de Montsec és una serra situada al municipi d'Urús, a la comarca de la Baixa Cerdanya, amb una elevació màxima de 2.113 metres.